# Conrad Johann Glückselig

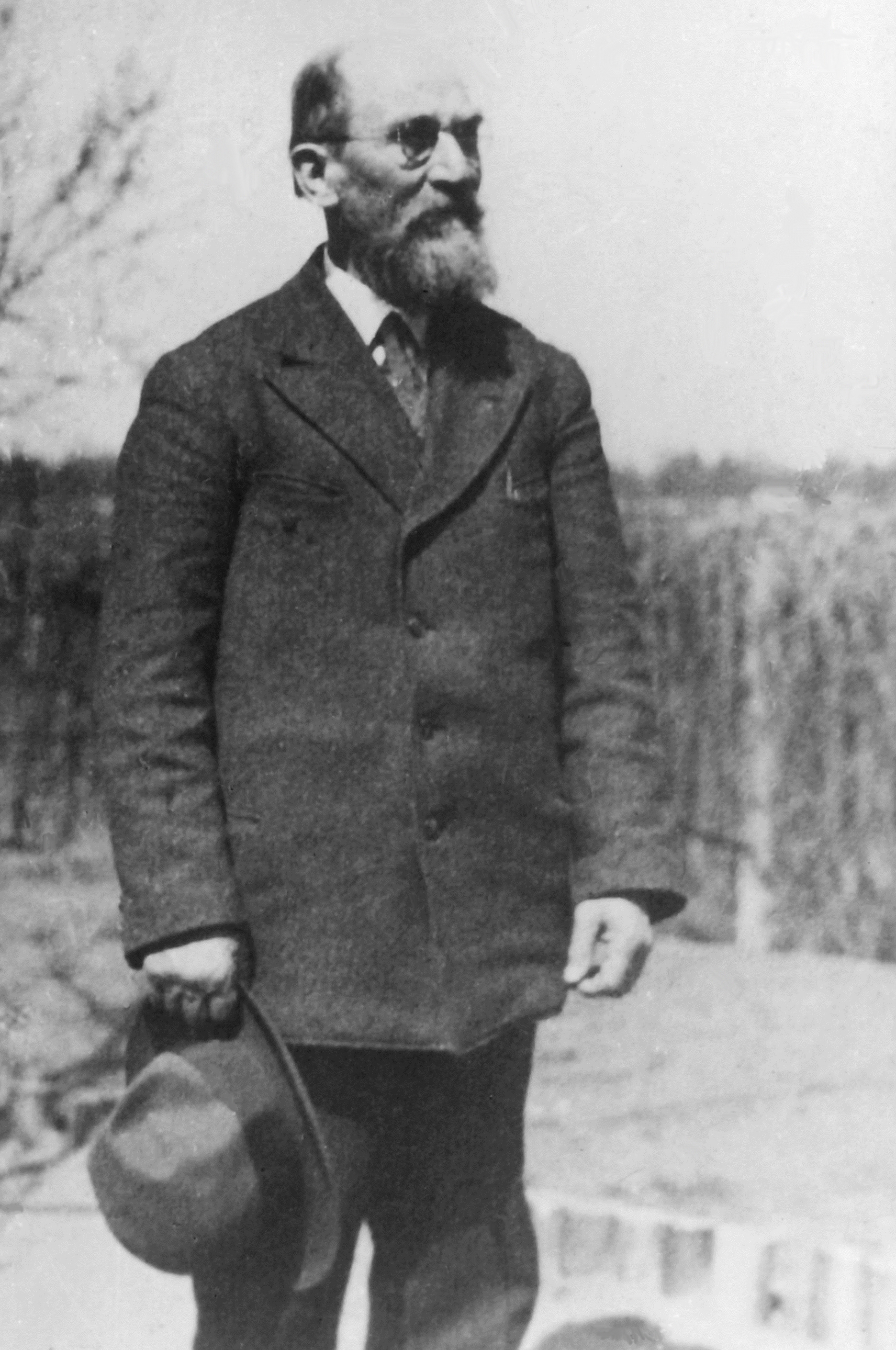
Conrad Johann Glückselig 1864–1934

Conrad Johann Glückselig (* 13. Juli 1864 in Weidenberg; † 2. Oktober 1934 in Vaihingen auf den Fildern) war ein deutscher Heilpraktiker, Theosoph, Spagyriker, Paracelsist und Großhändler.

## Leben und Wirken

### Kindheit und Jugend – Amerika
Glückselig wurde 1864 als Sohn eines Schneidermeisters und einer Müllerstochter geboren.
Glückselig besuchte die Volksschule in Weidenberg. Anschließend absolvierte er für drei Jahre eine Lehrerausbildung. Nach eigenem Bekunden hatte er „nicht das Zeug zu diesem Beruf.“ Fünf Jahre diente er als Freiwilliger bei der Bayreuther Infanterie und begann anschließend sein Arbeitsleben als Stenograph. Später wurde er Geschäftsführer in der Nürnberger Exportniederlassung eines New Yorker Handelshauses für kunstgewerbliche Artikel. Als das Unternehmen im Jahr 1889 wegen protektionistischer Tendenzen unter US-Präsident William McKinley nach New York verlegt wurde, nahm man Glückselig mit. Am 12. Juni 1892 heiratete er in New Jersey und am 27. Mai 1893 kam das erste Kind zur Welt. Wegen „Krankheit und Lohndifferenz“ kehrte die Familie im Oktober 1893 nach Deutschland zurück.

### Wanderjahre
Nach der Rückkehr wohnte die Familie zunächst in Leipzig. Glückselig besuchte dort einen Kurs im Ambulatorium des Hydrotherapeuten Louis Kuhne und anschließend einen weiteren Kurs bei dessen Berliner Schüler Lothar Volkmar. Danach betrieb er eine Naturheilpraxis: 1894 bis 1896 in Nürnberg – 1896 bis 1897 in Bindlach bei Bayreuth – 1897 bis 1898 in Bayreuth – 1898 bis 1904 wieder in Nürnberg – 1904 bis 1906 in Botnang – ab 1906 in Vaihingen a.d.F. Von 1895 bis 1905 kamen vier weitere Kinder zur Welt.

### Spagyrik – Esoterik – Stift Neuburg
Ab 1896 beschäftigte Glückselig sich mit der von Cesare Mattei begründeten Elektrohomöopathie und – unter Bezug auf die Schriften des Paracelsus – mit alchemistischer Spagyrik. Er richtete sich ein chemisches Labor ein, in dem er ab 1906 Medikamente herstellte, die er „Arkanen nach Paracelsus“ nannte.
Ab 1897 beschäftigte Glückselig sich mit okkulten Dingen. Nach Aussage seiner Tochter Elise hatte er in Bayreuth „viel Umgang mit einem Medium Namens Götz“ und seine Frau schien es zu unterstützen, dass „zu dieser Zeit immer wieder spiritistische Sitzungen mit diesem H. Götz veranstaltet wurden. Damals eine große Sensation für Bayreuth, wo Hoch und Nieder sich einfanden“. In Nürnberg lernte Glückselig 1898 den Theosophen John Lutz kennen, der ihn nach Aussagen seiner Tochter Elise zur Theosophie brachte. Die beiden pflegten eine über 35-jährige Freundschaft, auch noch als Lutz nach Point Loma (Kalifornien) auswanderte. Glückselig war nach Aussagen seiner Tochter Elise Leiter der theosophischen Gesellschaft in Nürnberg.
Der Lyriker, Anthroposoph und Alchemist Alexander von Bernus hatte 1908 das Stift Neuburg bei Heidelberg geerbt. Dort richtete er sich ein Laboratorium ein, in dem er spagyrische Arzneimittel herstellte. Das Basiswissen zu seiner medizinisch-pharmazeutischen Tätigkeit lieferte ihm eine umfangreiche Sammlung alchemistischer Drucke vornehmlich des 16. bis 18. Jahrhunderts.
Im Mai 1914 holte von Bernus Glückselig als Laboranten in seine Dienste. Der Dichter Friedrich Schnack erinnerte sich in seinem Roman «Beatus und Sabine» an Glückselig, dem er während seines Aufenthalts im Stift begegnet war:
„Mitten in den Monat [Mai 1914] platzte der Besuch eines schnurrigen Mannes. Es war ein Naturheilkundiger aus Stuttgart, doch sah er aus wie ein Jünger der kabbalistischen Geheimwissenschaften oder ein Schüler Saturns. Im Gegensatz zu seinem seraphischen Namen Glückselig durchfurchten düstere Falten, Runzeln und Rinnen sein Gesicht, die Lippen waren verkniffen, als hätten sie verbittert das Gelübde der Schweigsamkeit abgelegt, das sie aber nie hielten. …“
Zwischen 1914 und 1921 arbeiteten Bernus und Glückselig zusammen. In dieser Zeit war auch Rudolf Steiner häufig im Stift Neuburg. 1922 betrieb Glückselig unabhängig von Bernus sein eigenes «Spagyrisches Laboratorium Samariter» in Ziegelhausen. Spätestens 1923/24 kehrte er nach Vaihingen zurück.

### Vaihingen – Nationalsozialismus – Kurt Feder
Im März 1925 begann Glückselig mit dem Großhandel von apothekenpflichtigen Arzneimitteln. Am 14. September 1925 meldete er sein «Spagyrisches Laboratorium Paracelsus: Alchemia» an. Von 1922 bis 1933 konnte Glückselig die Existenz seiner Familie durch den Absatz seiner Heilmittel an Apotheken sichern und er war nicht darauf angewiesen, sich von seinen Patienten bezahlen zu lassen. Das drohte sich 1933/1934 zu ändern, denn er glaubte zu wissen, dass eine Vorschrift geplant sei, der zufolge „Heilmittel oder Vorbeugungsmittel herstellende Unternehmen einen wissenschaftlich gebildeten Arzt als Betriebsleiter und daneben einen ärztlichen Werbedirektor haben sollen.“ Dadurch sah er seine Existenz gefährdet. Er berief sich dabei auf eine Verlautbarung von Bernhard Hörmann, der ab Juni 1933 Herausgeber der Zeitschrift «Volksgesundheitswacht» war. In dieser Zeitschrift griff Hörmann die Heilmittelwerbung der pharmazeutischen Kleinindustrie an, die unwirksame Mittel für allerlei Krankheiten propagiere und damit statt eines gesundheitsbewussten Verhaltens die „Kranken-Selbstpfuscherei“ fördere. Durch diese neue Entwicklung, so führte Glückselig in seinem Lebenslauf aus, „erklärt sich meine erzwungene Anmeldung zum H. D., damit ich als Heilpraktiker auf legale Art die Existenz meiner Familie fristen kann.“
1933 trat Glückselig in die NSDAP ein. In einem zwischen Juli 1933 und September 1934 abgefassten Lebenslauf beschrieb er die Gründe dafür so:

„Was meine ‚politische‘ Gesinnung betrifft, so war ich immer ein unpolitischer Nationalist […] Seit ich aber mit den Paracelsuslehren und der arischen Meister Theosophie genügend bekannt geworden war und lebendige Beweise von der Metaphysik des Kosmos erhalten hatte, enthüllte sich mir auch die unerbittliche Logik für solche ‚Instinkte‘ des Herzens und Kopfes, was mich erst recht von dem listig-brutalen Dichten und Trachten aller politischen Parteien fern bleiben ließ, vor allem aber den Marxisten aller Schattierungen, deren Treiben von H. P. Blavatsky schon 1879 als ‚eine raffinierte Verschwörung von brutaler Kraft und Trägheit gegen ehrbare Arbeitsamkeit‘ definiert wurde. Das hat sich ja in der Auswirkung des atheistischen Bonzentums als eine Prophezeiung erwiesen. Aber die von der NSDAP unter ihrem Führer nach der Machtergreifung am 5.3.33 wahr gemachte Proklamierung und Durchführung des Altruismus gegen Egoismus: ‚Gemeinnutz geht vor Eigennutz‘ sowie die Etablierung des „Positiven Christentums“ – also des wahren Christentums in praktischer Ethik und Beseitigung der jüdisch-atheistischen Usurpatoren trat ich der NSDAP bei.“

Glückseligs NSDAP-Mitgliedschaft wird in einer Denkschrift bestätigt, welche der Hannoveraner Heilpraktiker Kurt Feder am 18. Juli 1934 an Adolf Hitler schickte. Da am 1. Mai 1933 eine Aufnahmesperre für die NSDAP in Kraft trat, die erst ab 1937/1939 allmählich wieder gelockert wurde, muss Glückseligs Parteieintritt im März/April 1933 erfolgt sein.
Kurt Feder (* 1891) war seit 1923 in Theorie und Praxis eng mit Glückselig verbunden. Im Juli 1934 entwarf er Statuten für eine „Original Paracelsus-Disciplin“, die als besonderer „Heilstand“ unmittelbar „dem Führer bzw. dessen Stellvertreter unterstehen“ sollte. Glückselig sei als „1. Staatsdozent für Originale Paracelsus-Heilwissenschaft“ einzusetzen. Die in 30-jähriger Forschungsarbeit entstandenen Schulden Glückseligs in Höhe von RM 52.100 habe der Staat zu übernehmen. Aus der ersten Hälfte des Jahres 1934 datiert ein Entwurf, den Feder unter dem Titel „Vorschläge und Voraussetzungen für eine praktische Vorführung der Arkanenheilkunst nach Paracelsus“ verfasste. Demnach sollte vorzugsweise im Dresdener Rudolf-Heß-Krankenhaus die Möglichkeit geschaffen werden, Glückseligs Arkanen kontrolliert zu testen. Für die Lieferung seiner Medikamente sollte Glückselig RM 6000 erhalten. Am 9. August 1934 erhielt Feder einen Brief der NSDAP-Reichsleitung (Amt für Volksgesundheit) mit der Aufforderung, die Arkanen zuerst beim Reichsgesundheitsamt nachprüfen zu lassen, bevor auf die „völlig indiskutablen Vorschläge“ eingegangen werde.

### Die Zeit nach Glückseligs Tod
Glückselig starb am 2. Oktober 1934 an den Folgen eines Schlaganfalls. Nach seinem Tod konnten seine Mitarbeiter Kurt Feder und Johann (Jean) Schmidt (* 1896) in Verbindung mit der Ehefrau Glückseligs und seiner Tochter Elise den Betrieb bis 1941 weiterführen. Aufgrund eines Erlasses durch das Wirtschaftsministerium mussten kleine Betriebe, die zur Gruppe Chemie, Pharmazeutik usw. gehörten, stillgelegt werden. Dies erfolgte zum 31. Dezember 1941. Nach späterer Wiedereröffnung 1945 blieb das Unternehmen bis 1978 in Stuttgart-Rohr und bezog am 2. Januar 1979 als «Phönix Laboratorium GmbH» den neuen Firmensitz in Bondorf bei Herrenberg.
Im aktuellen Homöopathischen Arzneibuch (2018) sind Vorschriften für Verfahren zur Herstellung arzneilicher Zubereitungen aufgeführt, die auf Conrad Johann Glückselig zurückgehen und nach ihm benannt sind. Es sind dies die HAB-Vorschrift 54a, die HAB-Vorschrift 54b und die HAB-Vorschrift 54c.

## Schriften
- Auf was wirkt Elektro-Homöopathie? In: Blätter für Elektro-Homöopathie. XVI. Jahrgang, 1. April 1896; Blätter für Elektro-Homöopathie. Nr. 6, 1. Juni 1896.
- Theophrastus Paracelsus über Krebsheilung im XVI. Jahrhundert. Quelle unbekannt, Archiv Historisches Vaihingen a.d.F. e. V., 1896.
- Ueber Elektrohomöopathie. In: Paul Zillmann (Hrsg.): Metaphysische Rundschau. II. Band, Metaphysischer Verlag, Berlin-Zehlendorf 1897.
- Studien über die Bhagavad-Gita von William Quan Judge. Aus dem Englischen übertragen von Conrad Johann Glückselig. J. Th. Heller, Nürnberg 1905 (Digitalisat).
- Ueber alte und neue Heilkunst. In: Monatsschrift für Electro-Homöopathie. Nr. 3/1905, Nr. 4/1905, Nr. 8/1905.
- Sulphur, Mercurius, Sal. Archiv Historisches Vaihingen a.d.F. e. V., 1917.
- Johannes Landenberger (Hrsg.): Der Tod. Ein Evangelium des Lebens. 2. Auflage. Druck und Verlag von Karl Rohm, Lorche (Württemberg), 1910.

### Sachbücher
- Folkmar Schiek, Conrad Johann Glückselig (1864–1934), Ein Vaihinger Paracelsus-Forscher und Theosoph, hrsg. vom Verein Historisches Vaihingen a.d.F. e.V. mit einem Vorwort von Ulrich Fellmeth (Blätter zur Vaihinger Geschichte 4), Verlag tredition, Hamburg 2018, ISBN 978-3-7469-2916-3.
- Franz Anselm Schmitt, Alexander von Bernus, Dichter und Alchymist, Leben und Werk in Dokumenten, Verlag Hans Carl, Nürnberg 1971, S. 130f und S. 143
- Mirko Sladek und Maria Schütze, Alexander von Bernus, Hans Carl, Nürnberg 1981, ISBN 3 418 00514 4

### Romane und Biographien
- Nadine Englhart (Hrsg.), Hermann Sinsheimer, Gelebt im Paradies. Gestalten und Geschichten, Verlag für Berlin-Brandenburg, Berlin 2013, S. 138 ISBN 978-3-942476-55-3
- Friedrich Schnack, Beatus und Sabine. Roman, Jakob Hegner, Hellerau 1927, S. 40–48